# 王一鹗
王一鹗（1534年—1591年），原名杨一鹗，字子薦，號雲衢，又號舂陵，直隸曲周縣（今河北省曲周縣）城東街人，明朝政治人物。同进士出身。

## 生平
初姓楊。嘉靖三十一年（1552年）中式壬子科顺天府乡试第一百三十五名举人。嘉靖三十二年（1553年）聯捷癸丑科進士。大理寺观政，次年授南京刑部主事。历署郎中，调兵部郎中，嘉靖四十年（1561年）官福建建宁府知府。因抗擊倭寇有功，调任凤阳府知府。
隆慶元年（1567年）十月升任河南按察司副使，不久调任山东按察司密云兵备副使，备战宁远。萬曆元年（1573年）八月升山东右参政，照旧管理密云。二年六月升本省按察使，七月升都察院佥都御史、巡抚顺天。五年（1577年）四月升右副都御史、巡抚宣府。七年八月升兵部右侍郎，九年四月轉左侍郎，协理京营，十年丁父忧归。十三年七月起復，以原官兼右佥都御史、整饬蓟辽边备。闰九月任总督蓟镇保定军务兼理粮饷右都御史兼兵部右侍郎。十五年（1587年）四月升任兵部尚書。十九年累疏乞休，八月加太子少保，准致仕，九月卒于京。贈太子太保。

## 著作
有《舂陵集》

## 家族
曾祖楊廉，縣主簿；祖父楊澤，州吏目；父楊世爵，曾任理問，母閻氏、繼母閻氏。弟杨一鹏、杨一鹤、杨一凤。